# خیابان امام خمینی (تبریز)

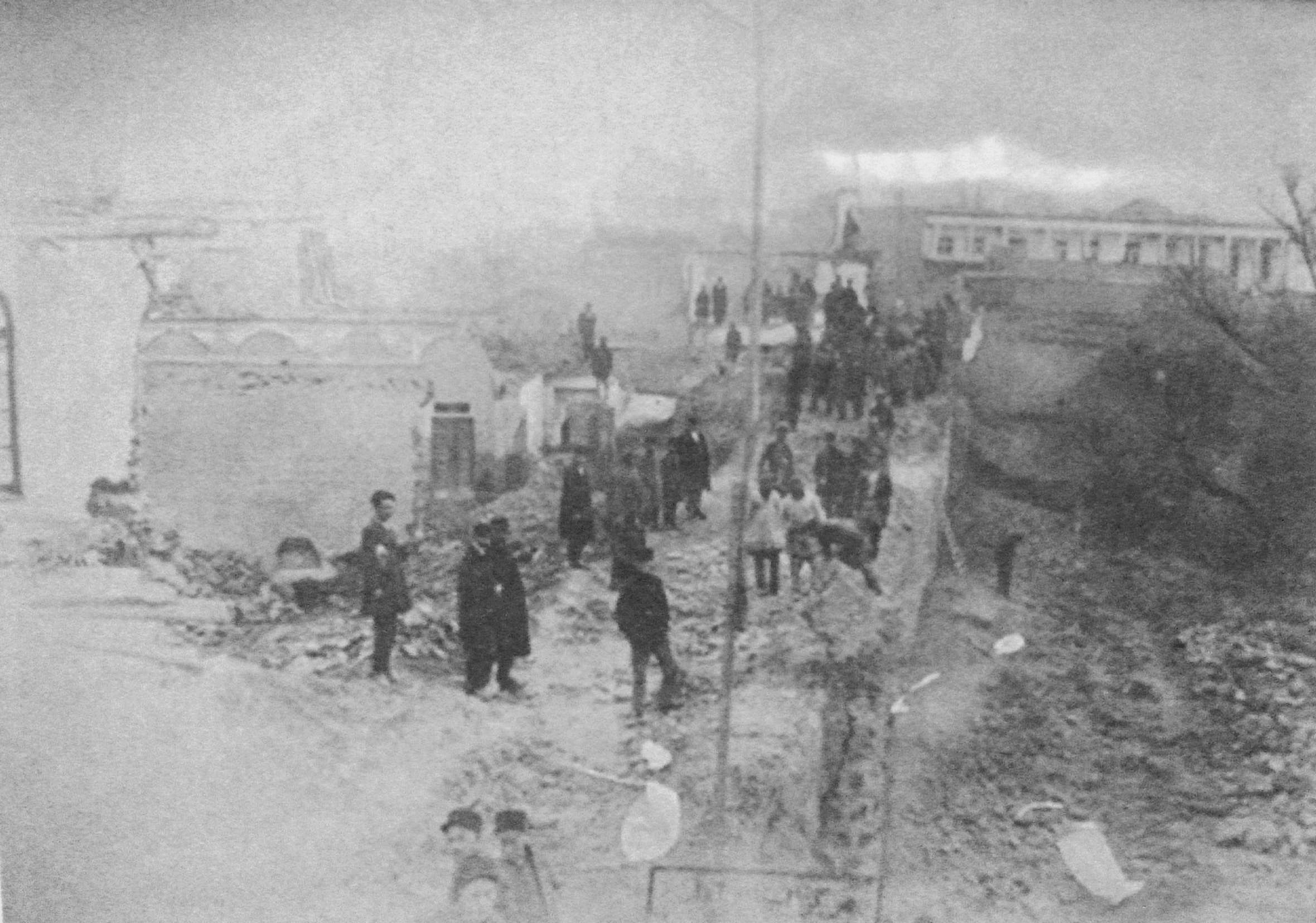
خیابان امام تبریز (پهلوی سابق)، سال ۱۳۰۷ خورشیدی

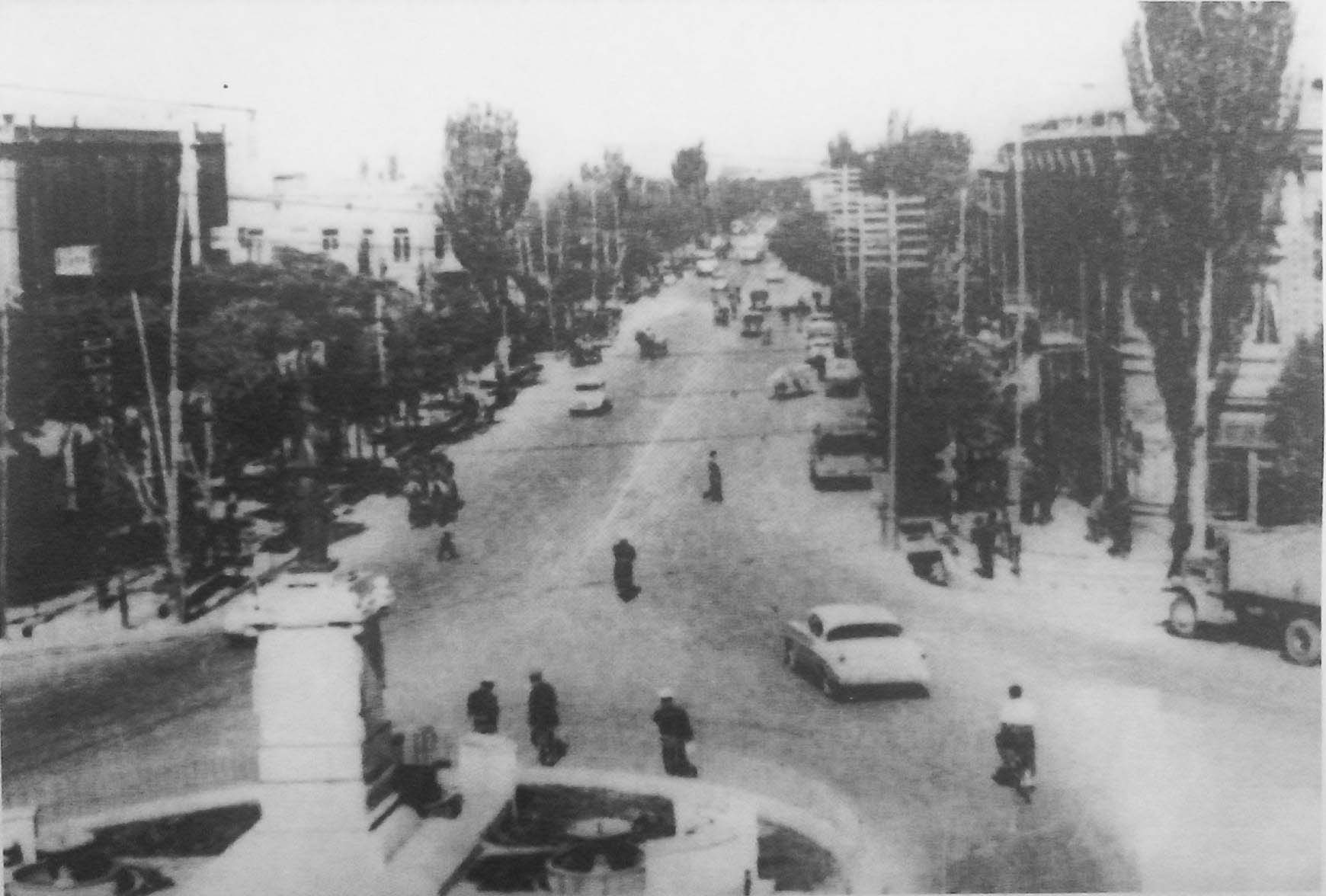
تصویر قدیمی از میدان ساعت واقع در خیابان امام، به طرف چهارراه شریعتی (شهناز).

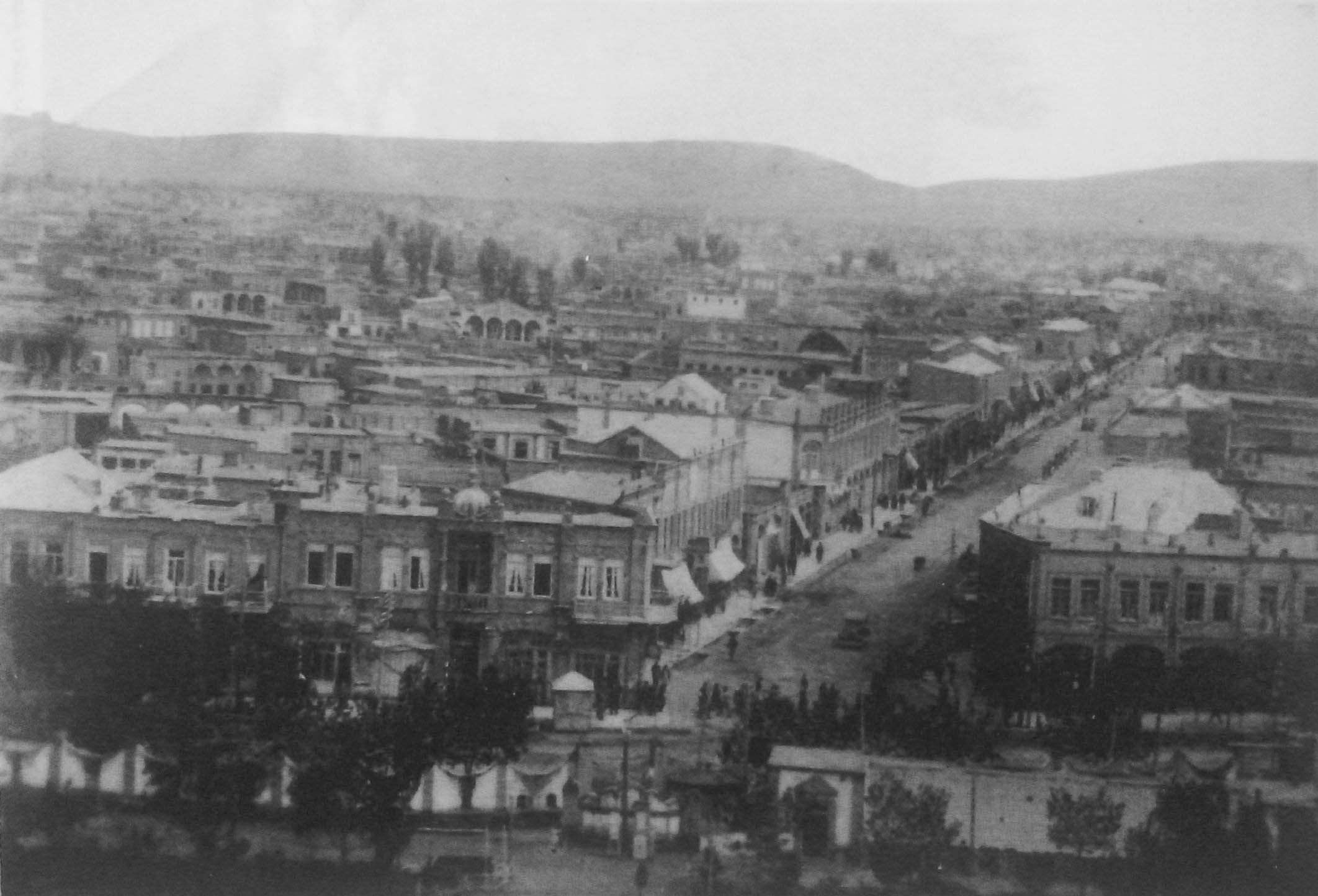
تصویری قدیمی از خیابان فردوسی تبریز و بخشی از خیابان امام خمینی.

خیابان امام خمینی (پهلوی سابق) نخستین و اصلی‌ترین خیابان تبریز است که در دوران سلطنت پهلوی از شرق تا غرب شهر تبریز ساخته شد. این خیابان از دروازه تهران در شرقی‌ترین نقطهٔ شهر تبریز تا میدان راه‌آهن در غربی‌ترین بخش شهر تبریز کشیده شده‌است. این خیابان نخستین خیابانی است که در تبریز (در زمان «محمدرضا پهلوی») آسفالت شد.در گذشته مردم به این خیابان قیر قوم (به معنی آسفالت) و باش خیاوان (به معنی خیابان اصلی) نیز می‌گفتند. حتی به این خیابان خیابان شاه نیز می‌گفتند. این خیابان چهار راه‌های متعددی دارد از قبیل: میدان راه‌آهن، خطیب، نصف راه، قونقا، باغ گلستان، شهناز، سه راه طالقانی، سه راه فردوسی، میدان ساعت، خاقانی، منصور (سید حسینقلی خان جلیلی سابق)، شهید جدیری (حلمه دربندی)، آبرسان، فلکه دانشگاه و….
اکثر راهپیمایی‌های تبریز مابین چهاراه‌های شهناز سابق و آبرسان برگزار می‌شود.

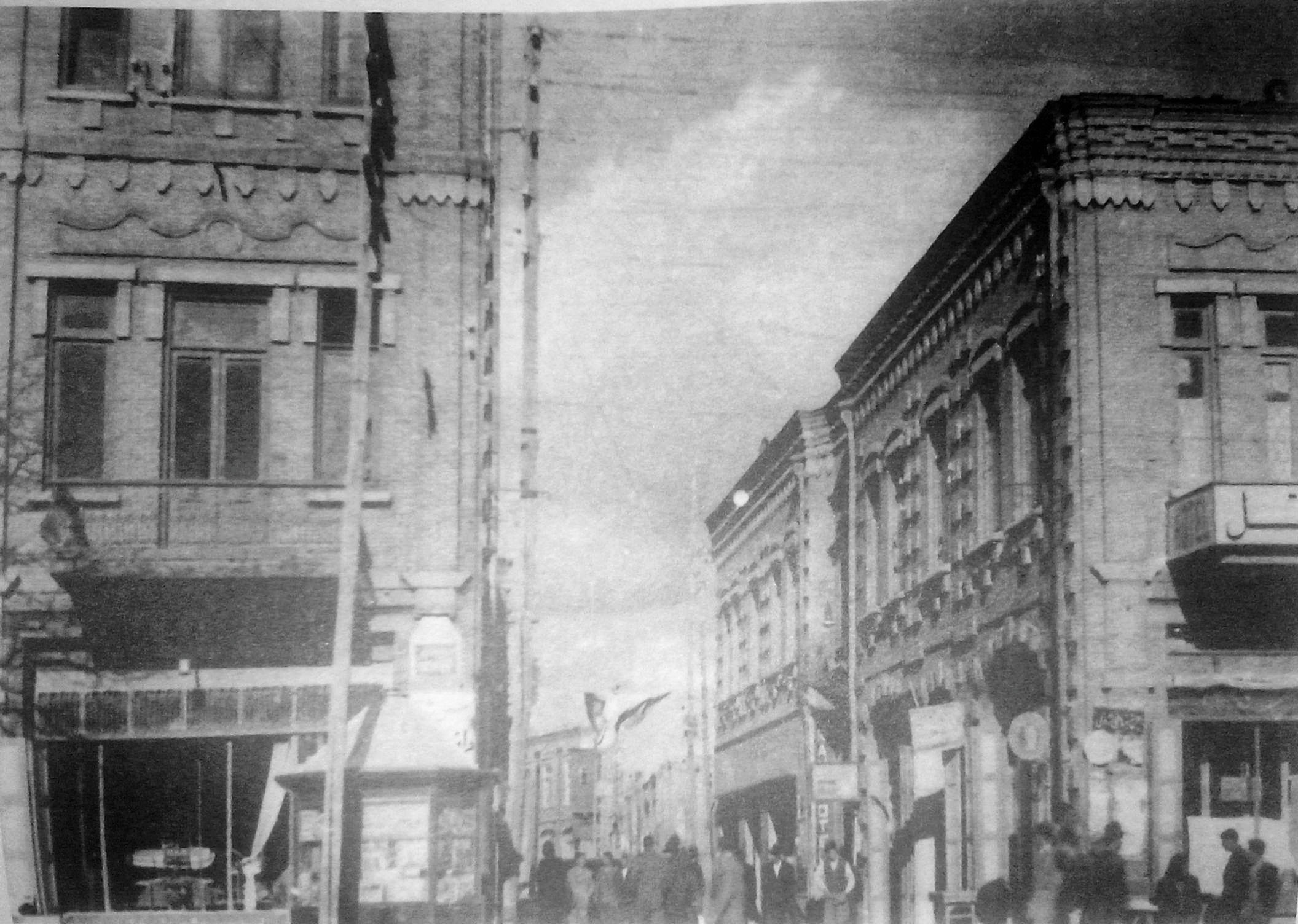
گراند هتل تبریز واقع در خیابان امام.
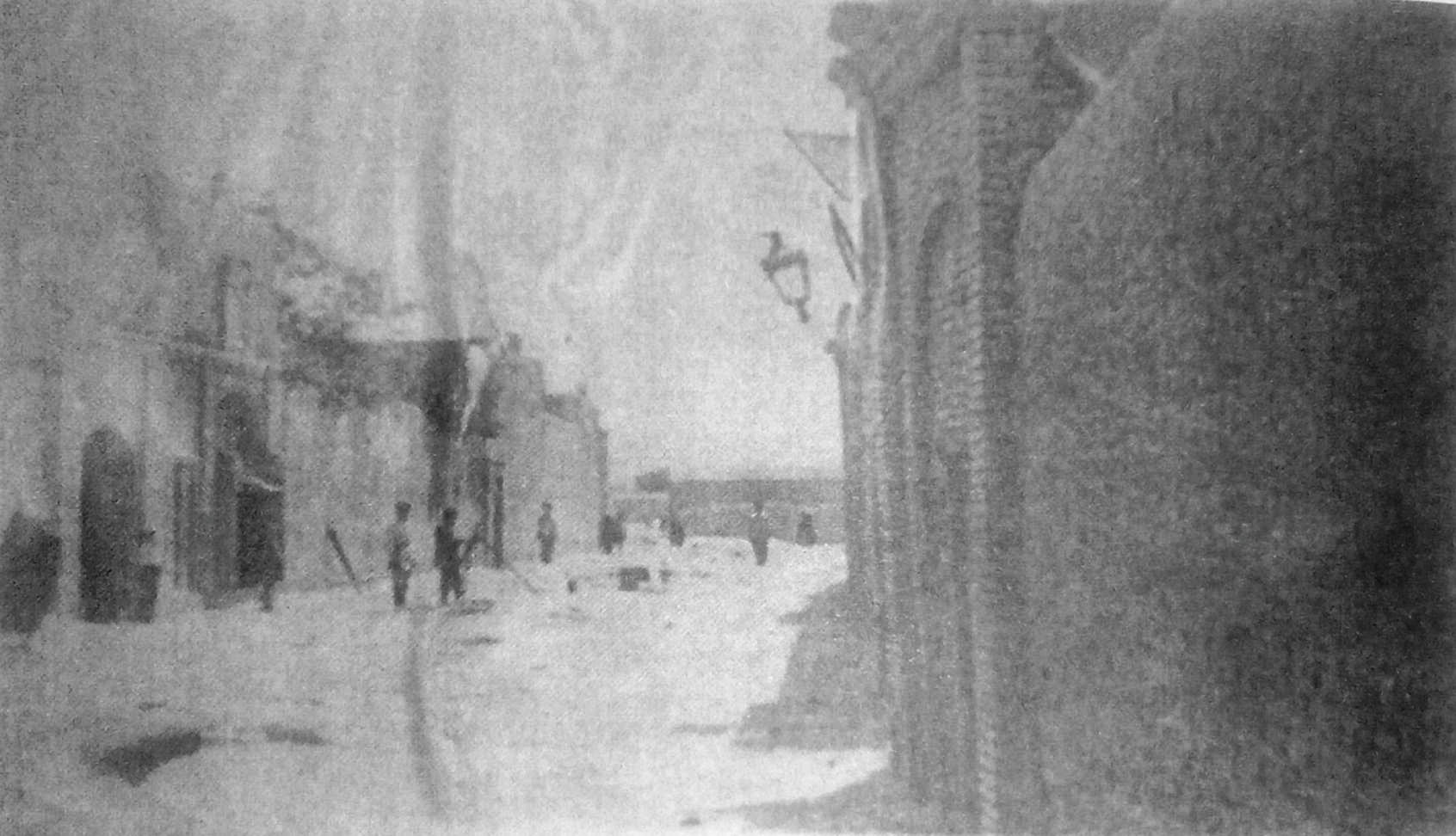
احداث خیابان منصور در ۲۱ آذر ۱۳۰۸.
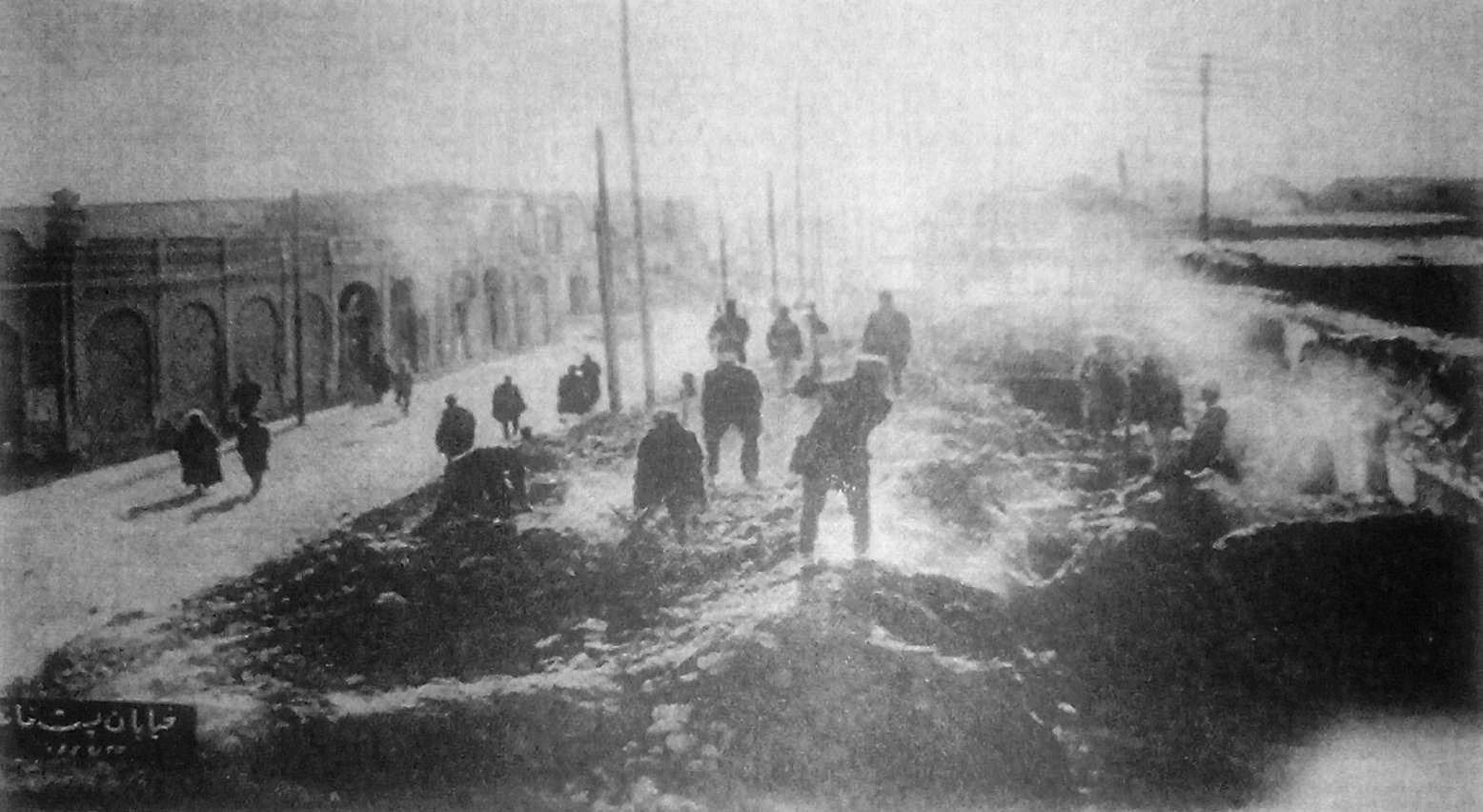
خیابان پستخانه در شریعتی شمالی تبریز. در ۲۲ آذر ۱۳۰۸.
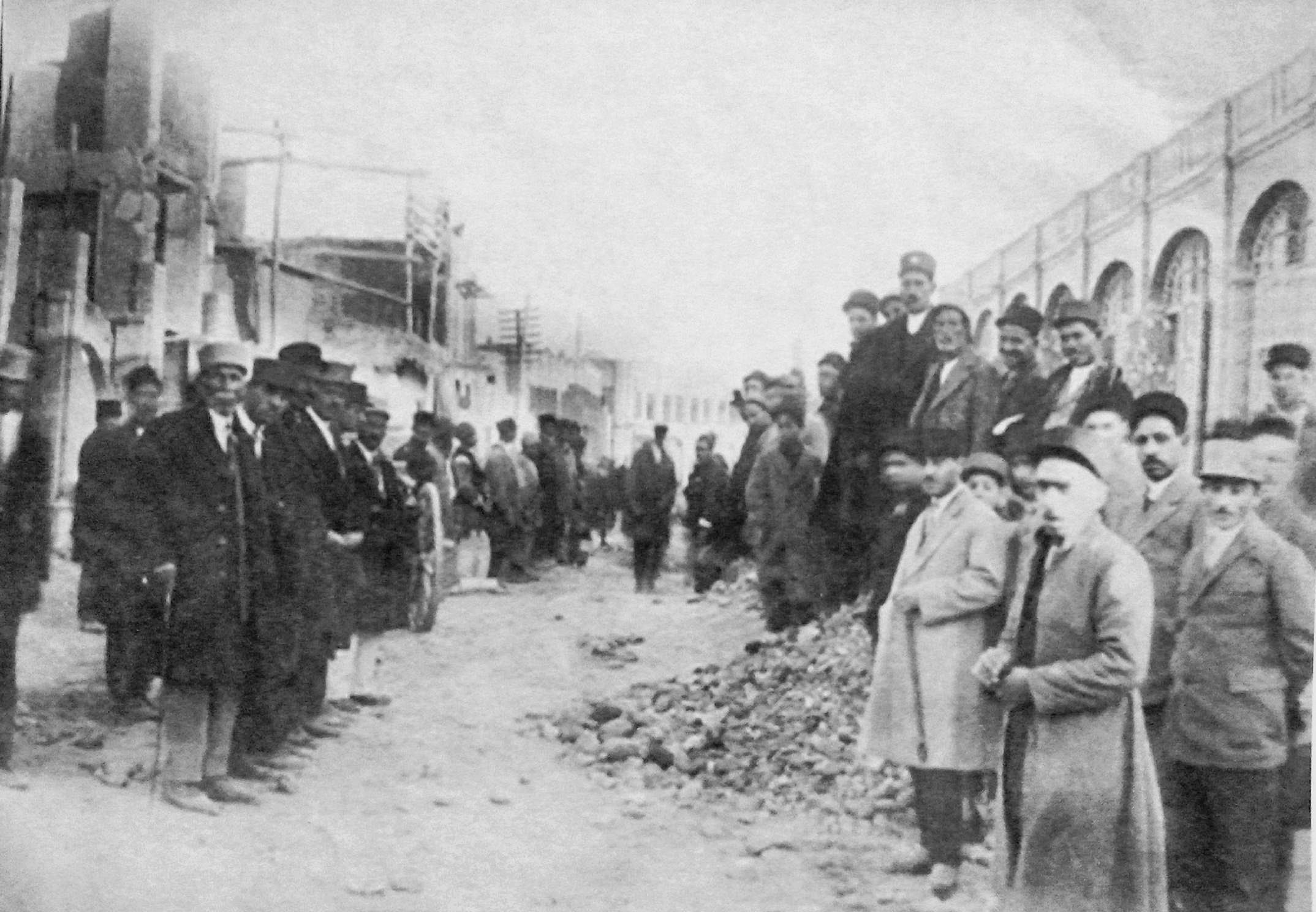
تخریب قسمتی از خیابان پهلوی تبریز، سال ۱۳۰۹ خورشیدی.
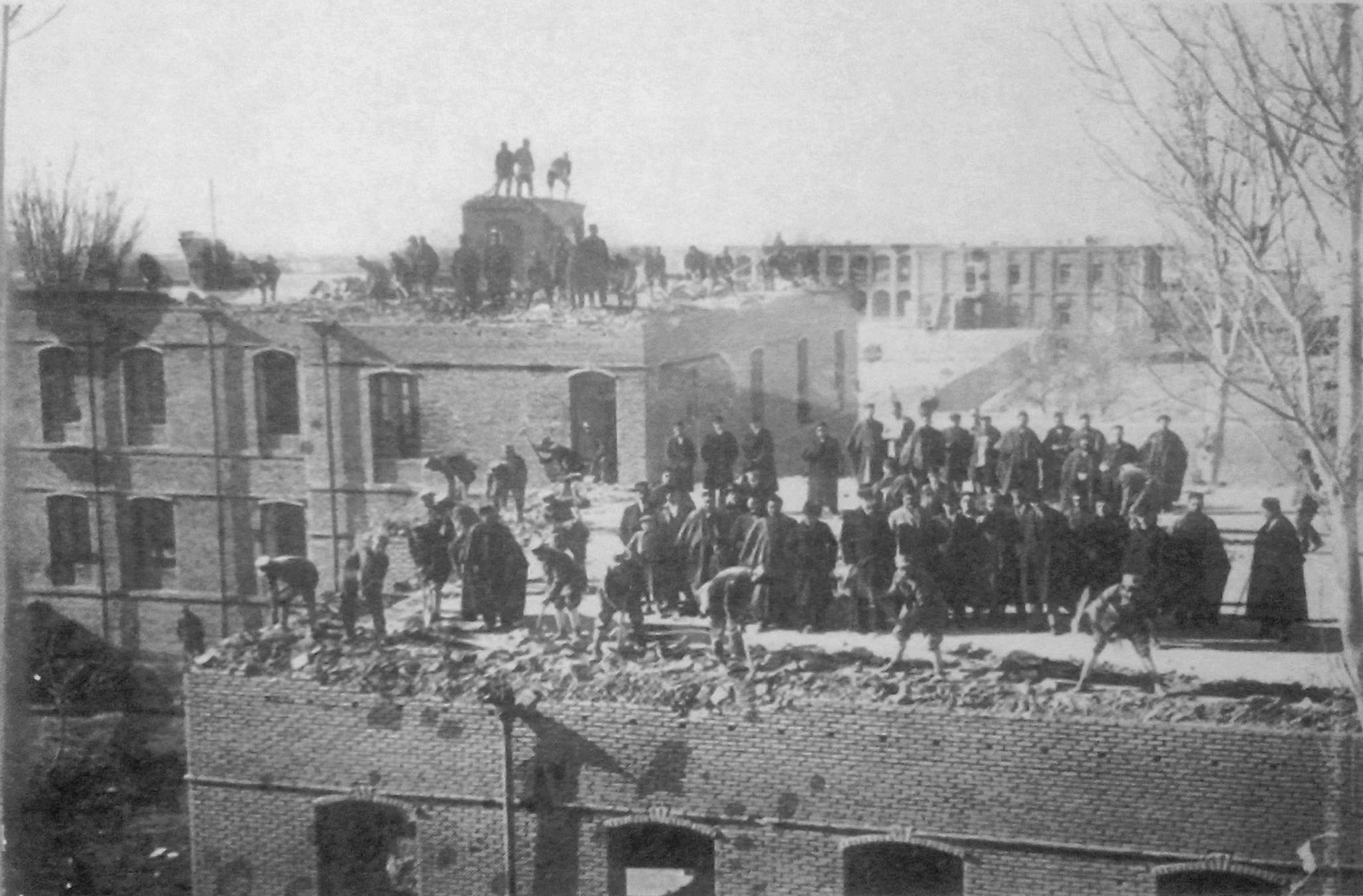
خیابان امام (پهلوی سابق) تبریز، محل عمارت مدرسه آمریکایی در حین تخریب سال ۱۳۰۶.